# Sport à Marseille
Le sport à Marseille est une histoire foisonnante de longue date. Il regroupe une diversité de pratiques et de pratiquants qui participent de cette histoire. Marseille est une ville où le sport est objet complet et complexe où se conjuguent des lieux et des hommes et des femmes qui font du sport à Marseille une partie du patrimoine. Ainsi, le sport à Marseille est constitué à la fois de sportifs de tous niveaux, d'équipements sportifs et de territoires. À Marseille, le sport est aussi loisir, compétition, passion et spectacle dont les traces restent à la fois dans le cœur et les mémoires.

## Principaux équipements sportifs marseillais

### Stade Vélodrome

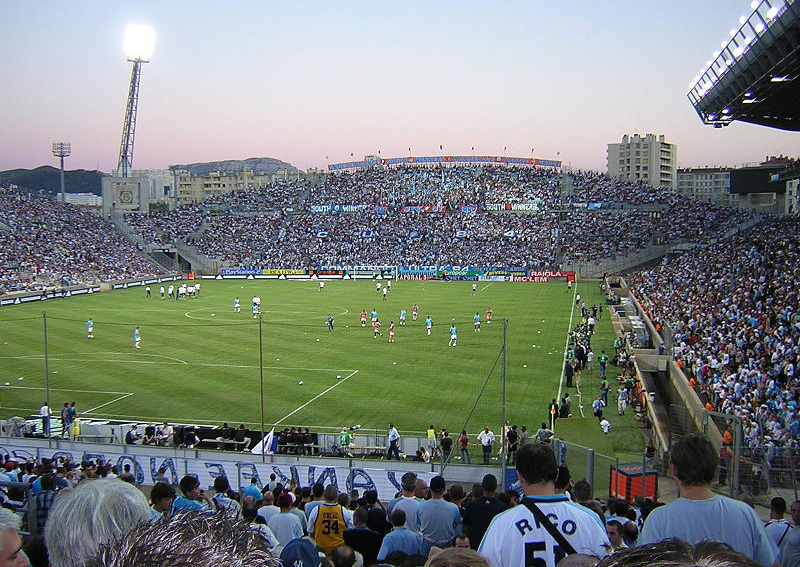
Le Stade Vélodrome lors d'un match de l'Olympique de Marseille.

Le Stade Vélodrome est une enceinte sportive principalement destinée aujourd'hui aux sports collectifs de terrain, c'est le deuxième plus grand stade français après le Stade de France. Il est situé dans les quartiers sud de la ville de Marseille, sur le boulevard Michelet, le stade fait partie d'un vaste plateau sportif englobant le palais des sports de Marseille et divers terrains d'entrainement. Il accueille principalement des matchs internationaux de rugby et des matchs de football, dont ceux de l'Olympique de Marseille qui y réside. Des concerts y sont aussi organisés. Il est la propriété de la ville de Marseille.
L'enceinte originale fut inaugurée le 13 juin 1937 par notamment un match de football. Le stade tire cependant son nom d'un autre sport : jusqu'aux années 1980, une piste destinée aux compétitions de cyclisme prenait place autour de sa pelouse. Celle-ci, de moins en moins usitée au fil des ans, reste néanmoins célèbre pour les supporteurs marseillais de football : cette piste en pente qui prolongeait les gradins servait de toboggan géant à ces derniers pour envahir la pelouse à la fin des matchs. Aujourd'hui, une fosse sépare les gradins de la pelouse. L'enceinte actuelle a été remodelée lors de la Coupe du monde de football 1998 pour atteindre une capacité d'environ 60 000 places. Le Vélodrome a été agrandi à 67 000 places et un toit construit à l'occasion de l'Euro 2016.
Deux stations de métro et plusieurs grandes lignes de bus desservent les tribunes et les virages. Le Nouveau Stade Vélodrome n'est que le début d'une rénovation entière du quartier qui l'entoure.

### Palais des sports
Le palais des sports de Marseille est situé rue Raymond Teisseire dans le 9e arrondissement de Marseille, à proximité du Stade Vélodrome et peut recevoir jusqu'à 7 200 personnes. (5 500 en configuration handball)
Le palais accueille diverses compétitions sportives comme des rencontres de sports de combat, le Trophée Massilia (gymnastique), l'Open de Marseille (judo), le Supercross de Marseille et la Coupe du Monde de trial (moto-cross) et l'Open 13 (tennis). Si le Palais a été hôte du club de handball OM Vitrolles, il est aujourd'hui sans club résident. La municipalité a émis le souhait de redonner un coup de jeune au Palais.

### Palais omnisports Marseille Grand Est
Le 11 décembre 2009 est inauguré le palais omnisports Marseille Grand Est. Les championnats de France de patinage artistique y furent organisés en décembre 2009.
Ce palais d'un coût de 45 millions d'euros est le plus grand de ce type sur le plan national. Il comporte une surface de bâtiments de 20 700 m2 dont 3 200 m2 de pistes de glace (la patinoire olympique peut recevoir 5 600 spectateurs), 3 300 m2 de pistes de glisse (skatepark pour rollers, skate-board et BMX), 1 200 places de parking.
La construction de cet équipement a été aussi entreprise, entre autres, dans l'optique d'une éventuelle association avec Gap pour l'organisation des Jeux olympiques d'hiver de 2018.

### Complexe sportif Vallier
Le complexe sportif Vallier est un complexe sportif du 4e arrondissement, abritant une salle omnisports, une piscine, un stade omnisports.
La salle Vallier est une salle omnisports du 4e arrondissement de 2 500 places abritant notamment le Marseille Volley 13.

### Hippodromes
Aujourd'hui, avec les hippodromes de Borély et de Vivaux, Marseille compte deux champs de courses. L'hippodrome Borély, inauguré en 1860, est l'un des plus anciens hippodromes de la ville avec celui de La Barnière. L'expérience de ce dernier tourne court et laisse place à l'hippodrome Borély qui devient un haut-lieu de l'équitation à Marseille. Toutefois, la passion des notables marseillais pour le turf existe depuis plusieurs années puisqu'ils fréquentent l'hippodrome du Château des Fleurs depuis 1848, année de sa construction.

### Complexe sportif Jean Bouin
Établi autour du stade Jean Bouin dans le 8e arrondissement de Marseille, le complexe sportif Jean Bouin s'est formé dans la deuxième moitié du XXe siècle. Il accueille notamment le SMUC.

## Les différentes disciplines sportives à Marseille

### Automobile
Dès 1925, le Moto Club de Marseille organise son Grand Prix automobile durant deux saisons. S'ensuivront dix éditions du Grand Prix automobile de Marseille proprement dit, entre 1932 et 1952, notamment remporté par Juan Manuel Fangio en 1949. Les disciplines de cyclecars, voiturettes, Formule libre et Formule 2 auront pu ainsi être tour à tour aux programmes, à Miramas, sur l'avenue du Prado, et au Parc Borély (ainsi qu'à La Baule).

### Football
L'Olympique de Marseille, club centenaire, évoluant en Ligue 1 (élite) est le club emblématique de la ville. Un second club participe à une compétition nationale, il s’agit de l’UGA Ardziv en National 3 (5e division). Les clubs amateurs connus sont l'US Marseille Endoume Catalans qui évolue en Régional 1 (6e division) et l'Athlético Marseille, aujourd'hui en Régional 2 de la Ligue de la Méditerranée de football (7e division).
Le football féminin est lui représenté par le Football Association Marseille Féminin. Depuis peu, l'Olympique de Marseille a créé sa branche féminine.

### Football américain
Le club des Blue Stars de Marseille fondé en 1994, évolue en 1re division (Casque de diamant). Un nouveau club a été créé en 2014, Notre-Dame Football Américain en Provence, il évolue en division régionale.

### Football australien
Le club des Marseille Dockers, créé en 2010, évolue en championnat de France. Pour sa première participation en 2011, l'équipe réunissait des joueurs de Marseille et d'Aix-en-Provence et s'est classée 4e sur 6 participants. Seule une section senior masculine existe pour le moment mais le club a la volonté de développer une section féminine d'ici quelques années.

### Natation
Le Cercle des nageurs de Marseille est un club hébergeant de grands nageurs français tels que Fabien Gilot, Frédérick Bousquet ou Laure Manaudou ; la section water-polo qui est une des équipes dominantes sur le plan national car depuis 1945 elle a conquis 37 titres de champion de France de water polo dont 25 entre 1965 et 1991 ; il est aussi le premier club français à remporter une Coupe d'Europe avec la LEN Euro Cup en 2019.

### Volley-ball
Le Marseille Volley 13 évolue en Championnat de Ligue B de volley-ball masculin (2de division) pour la saison 2008/2009. Mais pour des raisons financières, la fédération décide la rétrogradation du club en Nationale 2 de Volley pour la saison 2009-2010, soit le 4e niveau de jeu national.
Chez les femmes, le SMUC évolue actuellement en Nationale 3 (4e division).

### Handball
Au début, la ville était représentée par le SMUC (5 fois champion de France et 1 fois vainqueur de la Coupe de France). Ensuite c'est l'OM Vitrolles dans les années 1990 (2 fois champion de France et 2 fois vainqueur de la Coupe de France et vainqueur de la Coupe d'Europe des vainqueurs de Coupe en 1993) qui représentait Marseille. Aujourd'hui, le CS Marseille Provence HB, qui évolue en Championnat de France masculin de handball de Nationale 2 (4e division) est l'équipe marseillaise évoluant au plus haut niveau.
Chez les femmes, l'ASPTT Marseille évolue en Nationale 3 (5e division)

### Basket-ball
Chez les femmes, en 1945 le Stade Marseillais Université Club est champion de France féminin. Il sera également champion de France féminin de deuxième division en 1961. L'UA Massilia est vice-championne de France en 1952. En 1973 et 1976, l'USPEG Marseille est champion de France féminin de deuxième division. L'Olympique de Marseille est lui finaliste de la Coupe de France féminine de basket-ball en 1958.
Du côté des hommes, en 1948, l'Union athlétique de Marseille d'André Buffière et François Nemeth est champion de France de basket-ball en battant Monaco en demi-finale (41 à 29) et Championnet Sports en finale (40 à 29). L'année suivante l'UA Marseille est battue en finale par Villeurbanne (30 à 21). En 1947, l'UA Marseille est champion de France Honneur (deuxième division) face au CSM Auboué. En 1952, l'Olympique de Marseille est champion de France Excellence (deuxième division) face au FC Mulhouse Basket. L'OM et le SMUC ont connu l'élite durant les années 1960. Depuis Marseille ne dispose plus de club dans les deux premières divisions nationales.
Le SMUC évolue actuellement en Nationale 2 (4e division) pour les hommes et en Nationale 2 (4e division) chez les femmes.

### Rugby à XIII
En rugby à XIII, le Marseille XIII Avenir (anciennement Marseille XIII Rugby League) a réalisé le doublé Coupe-Championnat en 1949 et a remporté quatre autres Coupes de France dans les années 1950, 1960 et 1970. Le club a aussi remporté le Championnat de deuxième division en 2005.

### Rugby à XV
Plusieurs clubs marseillais évoluent à l'échelon régional, aucun à un échelon national. Le Marseille Rugby Méditerranée et le SMUC évoluent en Fédérale 3 pour la saison 2023-2024.

### Hockey sur glace
Pendant de nombreuses années le Hockey Club Phocéen a vivoté avec d'éphémères apparitions dans les championnats amateurs. Après la construction du Palais omnisports Marseille Grand Est, le Marseille Hockey Club surnommé les « Spartiates de Marseille », est un club créé en 2012. En juin 2023, pour la première fois de leur histoire, ils accèdent à la Ligue Magnus après la liquidation judiciaire de Mulhouse.

### Sports individuels
Hormis les sports d'hiver pratiqués dans les Alpes (2 h 30 de Marseille), tous les sports sont pratiqués à différents niveaux professionnels et amateurs.
Le Tennis Club de Marseille a notamment eu comme joueurs Guy Forget et Sébastien Grosjean.

### Parachutisme
Marseille a toujours été une ville active en termes de parachutisme. Le Parachute Club Sportif de Marseille (PCSM), créé en 1948, a été le premier club de parachutisme sportif en France. L'école de parachutisme Verticalwind Site de l'école de parachutisme Verticalwind reste très active sur la scène de la découverte, de la formation et du perfectionnement des pratiquants.

## Les compétitions sportives à Marseille

### Hôte de compétitions mondiales
| Compétition                                 | Année | Site              |
| Coupe du monde de football *                | 1938  | Stade Vélodrome   |
| Coupe du monde de rugby à XIII *            | 1954  |                   |
| Championnats du monde de cyclisme sur piste | 1972  | Stade Vélodrome   |
| Coupe du monde de rugby à XIII *            | 1972  | Stade Vélodrome   |
| Coupe du monde de rugby à XIII *            | 1975  |                   |
| Championnats du monde de Farr 30            | 1997  | Rade de Marseille |
| Coupe du monde de football *                | 1998  | Stade Vélodrome   |
| Championnats du monde de beach-volley       | 1999  | Plages du Prado   |
| Championnat du monde de handball *          | 2001  | Palais des sports |
| Championnats du monde de Dart 18            | 2002  | Rade de Marseille |
| Coupe du monde de rugby à XV *              | 2007  | Stade Vélodrome   |
| Coupe du monde de beach soccer              | 2008  | Plages du Prado   |
| Championnats du monde de pétanque           | 2012  | Palais des sports |
| Championnats du monde de J/80               | 2013  | Rade de Marseille |
| Championnats du monde de 49er et 49er FX    | 2013  | Rade de Marseille |

(*) : Sans ce symbole, Marseille est l'unique ville d'accueil de la compétition; avec ce symbole, Marseille est l'une des villes d'accueil de la compétition.

### Principales compétitions

#### Athlétisme
L'athlétisme est un sport qui recouvre un ensemble de disciplines regroupées en deux grandes catégories : l’athlétisme de stade intègre les courses, les sauts, les lancers et les épreuves combinées tandis que l’athlétisme hors stade correspond à la marche athlétique et à la course de fond.

#### Athlétisme de stade
Le meeting d'athlétisme de Marseille est créé en 2006 et il se tient au stade René-Ancelin avant de déménager au stade Pierre-Delort à partir de 2015. Épreuve de niveau national dans un premier temps, le Meeting d'athlétisme de Marseille prend une dimension supérieure dans la seconde moitié des années 2010 en intégrant le calendrier des compétitions de l'Association européenne d'athlétisme ainsi que celui du Pro Athlé Tour, le circuit des meetings professionnels français.

#### Athlétisme hors stade
La ville de Marseille compte plusieurs épreuves de course de fond. En 2016, le Marseille-Cassis – 20 km a un niveau international et le marathon de Marseille, le semi-marathon de Marseille et le 10 km de Marseille ont un niveau national.
Le Marseille-Cassis – 20 km relie chaque année les villes de Marseille et de Cassis dans les Bouches-du-Rhône sur une distance de 20 kilomètres. Créée en 1979 et d'une distance initiale de 20,308 km, l'épreuve est raccourcie à 20 km à partir de 2012 et elle dispose du label d'argent de l'IAAF Road Race Label Events, circuit de l'Association internationale des fédérations d'athlétisme regroupant les meilleures compétitions mondiales de course sur route (distances de 5 à 20 kilomètres, semi-marathon et marathon). Le départ a lieu devant le stade Vélodrome, passe par le col de la Gineste pour une dénivellation de 327 mètres et se termine au port de Cassis.
Le 10 km du Conseil Général se tient pour la première fois en 1994 et il se court annuellement le 1er mai. Épreuve de niveau national, le parcours consiste en un aller-retour entre la place Castellane et l'obélisque de Mazargues.
Le Run in Marseille est la déclinaison phocéenne du « Run in », événement sportif créé par Amaury Sport Organisation. La première édition se court en 2014 et elle regroupe le même jour trois épreuves qui existaient auparavant : le marathon de Marseille, le semi-marathon de Marseille et le 10 km de Marseille. L'association Massilia Marathon organise un marathon de Marseille sur les périodes 1984-1991 et 2009-2013 ainsi qu'un semi-marathon de 1993 à 1998. Le 10 km de Marseille, orchestré par l'Athletic Club Phocéen, existe entre 1994 et 2007 et il est lui-même considéré comme le successeur du 12 km du Méridional, course datant de 1979.
Le cross de Marseille et le cross Marseille Méditerranée sont deux épreuves de cross-country ayant eu un label national dans les années 2010.

#### Beach-volley
La ville organise les World Series 13 de 1994 à 2010 et ils sont l'une des manches du FIVB Beach Volley World Tour, le circuit professionnel mondial de beach-volley.

#### Boxe
Marseille est le lieu de plus de 1 000 galas professionnels de boxe anglaise entre 1909 et 2016 et les cinq boxeurs français inscrits à l'International Boxing Hall of Fame ont combattu dans la cité phocéenne : Georges Carpentier, Marcel Cerdan, Eugène Criqui, Charles Ledoux et Marcel Thil.
Si l'immense majorité des combats sont de niveau national, il peut y avoir des oppositions pour un titre de champion de monde ou d'Europe. À titre d'exemple Jean-Marc Mormeck (champion lourds-légers WBA en 2002 (World Boxing Association)), Myriam Lamare (championne légers WBA en 2004), Mahyar Monshipour (champion super-coqs WBA en 2005), Anne-Sophie Mathis (championne légers WBA en 2007), Jean-Marc Monrose (champion lourds-légers EBU en 2008 (European Boxing Union)) ou Karine Rinaldo (championne super-coqs EBU en 2014) ont obtenu leur performance sur un ring à Marseille.

#### Cyclisme

##### Cyclisme sur route
Depuis la création du Tour de France cycliste en 1903, Marseille a été une ville-étape de départ ou d'arrivée à chaque décennie. Lors de la première édition en 1903 puis lors des éditions 1904, 1906, 1911, 1912, 1914, 1919, 1927, 1928, 1929, 1930, 1931, 1932, 1933, 1934, 1935, 1936, 1937, 1938, 1939, 1947, 1948, 1949, 1951, 1953, 1955, 1957, 1967, 1971, 1989, 1993, 2003, 2007, 2009, 2013 et 2017.
La course Paris-Nice, créée en 1933, voit Marseille accueillir quatorze fois un départ ou une arrivée d'étape : la première édition en 1933 ainsi qu'en 1934, 1935, 1936, 1937, 1938, 1946, 1965, 1990, 1991, 1992, 1993, 1994 et 1995.
Si le Tour de France et Paris-Nice sont des courses à étapes de l'UCI World Tour pouvant passer par Marseille, il existe plusieurs compétitions de l'UCI Europe Tour liées actuellement ou par le passé à la cité phocéenne. Le Grand Prix d'ouverture La Marseillaise ou le Classic Haribo sont des courses d'un jour tandis que l'Étoile de Bessèges, le Tour méditerranéen ou le Tour de La Provence sont des courses à étapes.

##### VTT
La Coupe de France de VTT cross-country fait étape à Marseille et se court dans les chemins de garrigue du campus universitaire de Luminy.

#### Gymnastique
L'Élite Gym Massilia est une compétition de gymnastique artistique féminine ayant lieu au Palais des sports durant le mois de novembre et inscrite au calendrier de la Fédération internationale de gymnastique. La première édition a lieu en 1988 et l'épreuve s'est appelée Trophée Massilia et Massilia Gym Cup par le passé.

#### Motocyclisme
Le X-Trial de Marseille est une compétition de sport motocycliste dans la discipline du trial. Créée en 1989 et se déroulant sur un circuit en intérieur au Palais des sports, la compétition gagne en notoriété et devient l'une des manches des championnats du monde de x-trial depuis 2002.

#### Natation
Le Défi de Monte-Cristo est une compétition de nage en eau libre créée en 1999 et consistant en une traversée entre le château d'If et les plages du Prado. D'une distance de 5 km et se disputant au mois de juin, l'épreuve est inscrite au calendrier de la Coupe de France de nage en eau libre.
Le Meeting Open Méditerranée est une compétition de natation sportive qui se déroule dans les infrastructures du Cercle des nageurs de Marseille et qui a lieu pour la première fois en 2012. L'épreuve fait partie du circuit de la Ligue européenne de natation et du Golden Tour de la Fédération française de natation.

#### Sports collectifs
Les championnats de France de football et de water-polo sont les deux compétitions de sport collectif à se dérouler le plus souvent dans la ville du fait de la présence de l'Olympique de Marseille et du Cercle des nageurs de Marseille qui sont des clubs notoires dans leur sport respectif. Le championnat de France de handball a connu une participation marseillaise régulière entre les décennies 1960 et 1990 avec les équipes du SMUC Handball et de l'OM Vitrolles.
Les championnats de France de basket-ball, de rugby à XV et de volley-ball ont vu une présence éphémère de club phocéen. L'Union athlétique de Marseille, l'OM Basket-ball et le SMUC Basket-ball cumulent sept saisons de présence dans l'élite, l'OM Rugby participe à moins d'une dizaine d'édition du championnat de France et le SMUC Volley-ball joue cinq saisons au plus haut niveau national.

#### Tennis
Créé en 1993, l'Open 13 Marseille est un tournoi de tennis masculin de l'ATP Tour, le premier circuit mondial. Placée dans la catégorie des tournois ATP 250, l'épreuve se déroule sur surface dure durant le mois de février au Palais des sports. Le tournoi est doté de 600 000 dollars, il compte en général de deux à quatre joueurs du top 10 mondial et il a été remporté par des joueurs tels que Boris Becker, Roger Federer ou Andy Murray.
L'Open féminin de Marseille est un tournoi du circuit féminin ITF, le second circuit mondial après les tournois WTA. Jouée généralement par des tenniswoman classées entre la 30e et la 100e place au classement mondial, la compétition se dispute sur terre battue au Tennis Club de Marseille et elle a une dotation de 100 000 dollars.

#### Tennis de table
Marseille accueille le championnat de France de tennis de table en 1939, 1967, 1997 et 2017.

#### Triathlon
- Une épreuve locale de triathlon se tient à Marseille pour la première fois en 1985 puis se dispute annuellement jusqu'en 2004.
- En 1987, en parallèle de l'épreuve locale, la Fédération française de triathlon (FFtri) organise avec la municipalité pour le compte de la Fédération européenne de triathlon les championnats d'Europe 1987 de catégorie A[4].
- La FFtri organise en 2004 et en 2009 une étape du Grand Prix de triathlon, championnat par équipe des clubs de 1er division.
- La marque Ironman organise de 2013 à 2015 le 5150 de Marseille, une épreuve sur courte distance[5].
- Après l'abandon par la marque Ironman, Le club de triathlon local Sardines Titus reprend à partir de 2016, l'organisation d'une compétition locale sous le nom officiel de Triathlon de Marseille[6].

#### Pétanque
Le Mondial la Marseillaise à pétanque est une compétition bouliste annuelle organisée par le journal La Marseillaise. Ce concours de pétanque, créé en 1962 par Paul Ricard, se dispute chaque année sur 5 jours, à partir du premier week-end de juillet. Le tournoi est, hors compétitions officielles, le tournoi le plus prestigieux au niveau mondial.

## Palmarès national et international
La liste suivante propose les principaux titres nationaux et internationaux remportés par des clubs marseillais. Pour les titres nationaux, seule l'année du dernier titre est indiquée.

### Palmarès international
Football
- 1 Ligue des champions de l'UEFA (OM 1993)
- 1 Coupe Intertoto (OM 2005)

Handball
- 1 Coupe d'Europe des vainqueurs de coupe de handball (OM Vitrolles 1993 - Record national)

Athlétisme
- 1 Coupe des clubs champions européens de cross-country (OM Athlétisme 2001 - Record national)

Water-polo
- 1 LEN Euro Cup (CN Marseille 2019 - Record national)

Rollersoccer
- 4 Coupes du monde de rollersoccer (AMSCAS 2007, 2009, 2010 et 2011 - Record national)
- 1 Coupe d'Europe de rollersoccer (AMSCAS 2008)

### Palmarès national
Water-polo
- 40 Championnats de France (CN Marseille 2023)
- 13 Coupes de France (CN Marseille 2023)
- 2 Coupes de la Ligue (CN Marseille 2018 - Record national)

Natation
- 12 Championnats de France interclubs masculin (CN Marseille 2009)
- 3 Championnats de France interclubs féminin (CN Marseille 2007)

Football
- 9 Championnats de France (OM 2010)
- 10 Coupes de France (OM 1989)
- 3 Coupes de la Ligue (OM, 2012)

Handball
- 7 Championnats de France (SMUC 1984 (5) et OM Vitrolles 1996 (2))
- 3 Coupes de France (SMUC 1976 (1) et OM Vitrolles 1995 (2))
- 1 Championnat de France féminin de handball (SMUC 1967)

Rugby à XIII
- 1 Championnat de France (Marseille XIII 1949)
- 1 Championnat de France féminin(Marseille XIII, 2012)
- 5 Coupes de France (Marseille XIII 1971)

Basket-ball
- 1 Championnat de France de basket-ball (UA Marseille 1948)
- 1 Championnat de France de basket-ball féminin (SMUC 1945)

Gymnastique
- 1 Championnat de France interclubs de gymnastique artistique féminine (Club gymnique Saint-Giniez 2003)

Tennis de table
- 1 Championnat de France par équipes (PPC Marseille 1935)

Floorball
- 2 Championnats de France de floorball (Marseille Floorball 2006)

Rollersoccer
- 1 Championnat de France de rollersoccer (AMSCAS 2007)
- 1 Coupe de France de rollersoccer (AMSCAS 2009)

## Sportifs et marseillais
Les sportifs ci-dessous sont liés à Marseille par la naissance ou par un club dans lequel ils ont évolué.
|  | - Julien Arias - Emmanuel Aznar - Jean Boiteux - Jean Bouin - Éric Cantona - Robert Christophe - Hélène Contostavlos - Éric Di Meco - Jean-Luc Ettori - Mathieu Flamini - Laurent Foirest - Jessica Fox - Sébastien Grosjean - Tobias Linderoth - Tony Martins - Alain Mosconi - Jean-Pierre Nicolas - Samir Nasri - Roger Scotti - Mario Zatelli - Zinédine Zidane |  | - Klaus Allofs - Manuel Amoros - Sonny Anderson - Gunnar Andersson - Fabien Barthez - / Larbi Benbarek - Laurent Blanc - Alen Bokšić - Basile Boli - Frédérick Bousquet - André Buffière - Tony Cascarino - Djibril Cissé - Yohann Delattre - Frédéric Delcourt - Didier Deschamps - Marcel Desailly - Jean Dop - Didier Drogba - Christophe Dugarry |  | - Karl-Heinz Förster - Enzo Francescoli - William Gallas - Philippe Gardent - Fabien Gilot - Alain Giresse - Xavier Gravelaine - Jairzinho - Alex Jany - Salif Keïta - Andreas Köpke - Anne-Sophie Le Paranthoën - Élodie Lussac - Jonah Lomu - Roger Magnusson - Claude Makélélé - Grégory Mallet - Laure Manaudou - Olivier Maurelli - Carlos Mozer - Mamadou Niang |  | - Jean-Pierre Papin - Paulo César - Abedi Pelé - Thierry Perreux - Robert Pirès - Éric Quintin - Fabrizio Ravanelli - Franck Ribéry - Jackson Richardson - Franck Sauzée - Josip Skoblar - Dragan Stojković - Jean Tigana - Marius Trésor - Frédéric Volle - Rudi Völler - Chris Waddle - George Weah - Benoît Zwierzchiewski - Joseph-Antoine Bell - Mathieu Valbuena |